# منطقه مرکزی مالاوی
منطقه مرکزی مالاوی (انگلیسی: Central Region, Malawi) یکی از منطقه‌های کشور مالاوی است.
مساحت این منطقه ۳۵٬۵۹۲ کیلومتر مربع و جمعیت آن در سال ۲۰۰۸ میلادی ۵٬۵۱۰٬۱۹۵ بوده و مرکز آن شهر لیلونگوه است.

## بخش‌ها
از ۲۸ بخش مالاوی ۹ بخش آن در منطقه مرکزی قرار دارد.
- ددزا
- دووا
- کاسونگو
- لیلونگوه
- مچینجی
- نخوتاکوتا
- نتچئو
- نتچیسی
- سالیما